# 要所
| ウィキペディアには「要所」という見出しの百科事典記事はありません（タイトルに「要所」を含むページの一覧/「要所」で始まるページの一覧）。 代わりにウィクショナリーのページ「要所」が役に立つかもしれません。 |